# Microgaster shennongjiaensis
Microgaster shennongjiaensis är en stekelart som beskrevs av Xu och He 2001. Microgaster shennongjiaensis ingår i släktet Microgaster och familjen bracksteklar. Inga underarter finns listade i Catalogue of Life.